# Pierre Henri Hélène Lebrun-Tondu
Pour les articles homonymes, voir Lebrun et Tondu.
Pierre-Henri-Hélène-Marie Tondu dit Pierre Lebrun, né le 27 août 1754 à Noyon et mort le 28 décembre 1793 à Paris, est un journaliste et homme politique français, naturalisé liégeois en 1783.
Il a joué un rôle important dans la vie politique de la principauté de Liège de 1781 à 1791, puis en France pendant la Révolution, étant ministre en 1792-1793. Proche des Girondins, il meurt guillotiné pendant la Terreur.

## Biographie

### Origines familiales et formation
Pierre Henri Hélène Lebrun-Tondu est baptisé le lendemain de sa naissance, le 28 août, à la paroisse Sainte-Madeleine de Noyon. La date parfois donnée du 6 mars 1754 est erronée,.
Il est le fils de Christophe-Pierre Tondu, bourgeois aisé de Noyon, marguillier de la paroisse Saint Martin de cette ville et détenteur de divers offices, et d'Elisabeth-Rosalie, née Lebrun. 
Après avoir étudié au collège de Noyon, il part pour le collège Louis-le-Grand à Paris, grâce à l'une des bourses dites « du collège d'Inville », administrées conjointement par les chanoines de Noyon et ceux d'Arras. où il se montre doué pour les disciplines scientifiques.

### Débuts professionnels: l'Observatoire
La mort de son père en 1780, alors qu'il semble avoir de sérieuses difficultés financières, le conduit à envisager une carrière d'enseignant, ce qui suppose d'accepter un statut religieux au minimum d'ordre mineur. Il devient donc « clerc tonsuré », d'où le titre d'« abbé Tondu » qui lui sera donné et le reproche d'être un « défroqué » fait par plusieurs auteurs du XIXe siècle, et obtient une situation de pensionnaire à l'Observatoire de Paris, dont les conditions de fonctionnement à cette époque sont assez pauvres (sous la direction de Cassini, quatrième du nom). Son frère Achille le rejoint en 1778. Tous deux logent dans une petite chambre qui jouxte le deuxième cabinet d'observation.
Il prend alors la première d'une série de ruptures qui, via la ville de Liège, le conduiront sur le chemin de la contestation libertaire, de la lutte pour une société plus juste et plus égalitaire, de l'agitation politique contre les pouvoirs, et feront de lui un des personnages influents de la Révolution française pendant la période girondine.

### La principauté de Liège
Au début de 1779, il abandonne l'état de clerc et quitte l'Observatoire, où son frère Achille reste auprès de Pierre Méchain). Pendant deux ans, il est militaire, avant d'obtenir son congé. 
En 1781, il quitte la France pour la Principauté de Liège, sous le nom de « Pierre Lebrun », utilisant le patronyme de sa mère. Il entre comme prote dans l'atelier d'imprimerie de Jean-Jacques Tutot, où il devient bientôt rédacteur. Il épouse, à Liège, le 28 juillet 1783, Marie-Jeanne-Adrienne Cherette, qui lui donnera sept enfants. 
En juin 1785, il quitte la maison Tutot et, avec Jacques-Joseph Smits, fonde à Liège le Journal général de l'Europe, périodique favorable aux idées nouvelles qui obtient un grand succès. De plus en plus critique à l'égard du prince-évêque Hoensbroeck, il doit, en juillet 1786, installer ses presses dans les Pays-Bas autrichiens, à Herve (province du Limbourg), à quelques kilomètres de Liège. Ayant acquis la nationalité liégeoise, il s'implique étroitement dans la vie politique et participe en 1789 à la révolution liégeoise, rédigeant le Journal patriotique de Liège du 18 mars au 4 juillet 1790.

### Retour en France sous la Révolution
Contraint à l'exil lors de la restauration de 1791, il passe à Lille en janvier et élabore avec d'autres exilés liégeois un projet de constitution proclamant l'égalité de tous les citoyens, la liberté de la presse et la formation d'une assemblée nationale où les bourgeois compteraient une représentation deux fois plus nombreuse que celles du clergé et de la noblesse.
Selon des traditions non vérifiées, il aurait rencontré durant cette période le général Dumouriez, originaire de Valenciennes, qui l'aurait invité à le rejoindre à Paris. Quoi qu'il en soit, il vient rapidement à Paris avec sa famille. Dès avril 1791, il reprend, en association avec d'autres émigrés, la publication de son journal, sous le nom de Mercure national et étranger, ou Journal politique de l'Europe : pour faire suite aux deux journaux, connus, l'un sous le titre de Mercure national et Révolutions de l'Europe, l'autre sous celui de Journal général de l'Europe. Parallèlement, devenu un familier de Jacques-Pierre Brissot, il entre, grâce à ce dernier et à Dumouriez, comme premier commis dans le 1er bureau du Ministère des Affaires étrangères.
C'est dans ce contexte que fidèle à ses amitiés et à ses engagements politiques dans la principauté de Liège, le 18 décembre, il se présente devant l'Assemblée législative à la tête d'une délégation liégeoise pour demander de décréter le recrutement d'une légion de volontaires belges et liégeois, scellant avec les républicains liégeois une solidarité qui se manifestera, même à l'heure tragique de la chute en 1793.

### Ministre (août 1792-mai 1793)
Après la journée du 10 août 1792, il devient ministre des Affaires étrangères dans le Conseil exécutif provisoire (11 août 1792) et, le 25 septembre, présente à la Convention un tableau politique de l'Europe. Partisan d'une paix immédiate avec la Prusse après la victoire de Valmy, il mène des négociations secrètes dans ce sens, puis, après leur échec, se montre partisan de la guerre de conquête et soutient l'annexion de la Belgique et des Pays-Bas. Le 12 novembre, il fait baptiser sa fille, née la veille, Civilis-Victoire-Jemmapes-Dumouriez (le parrain étant Dumouriez).
Provisoirement chargé du ministère de la Guerre après la démission de Servan en octobre, il dépose, les 19 et 31 décembre, des rapports sur les projets de l'Angleterre contre la France ; il se prononce cependant pour une politique de paix à son égard. Il signale aussi les protestations de l'Espagne en faveur du roi déchu, dont le procès approche. Président de quinzaine du Conseil exécutif le 20 janvier 1793, c'est lui qui signe l'ordre d'exécution de Louis XVI.
Dans les premiers mois de 1793, il tente de renouer avec lord Grenville, afin d'éviter une rupture avec la Grande-Bretagne. Le 7 mars, il rend compte devant l'Assemblée de la rupture des relations diplomatiques avec l'Espagne et de l'imminence de son entrée en guerre. Le 2 février, Sémonville étant suspecté d'intelligence avec Louis XVI après la publication d'une lettre de Talon retrouvée fin novembre 1792 dans l'armoire de fer, il l'invite à venir se justifier à Paris et le suspend de ses fonctions.

### La chute (juin-décembre 1793)
Dénoncé dès la fin de 1792 par les Montagnards en raison de ses liaisons étroites avec les Girondins, soupçonné de complicité avec le général Charles François Dumouriez, il est décrété d'arrestation le 2 juin 1793 avec 29 députés girondins et son collègue, le ministre Étienne Clavière. 
D'abord maintenu provisoirement en fonctions, il est, avec Clavière, renvoyé par décret devant le tribunal révolutionnaire le 5 septembre, mais parvient à s'évader le 9. Restant à Paris où se trouve sa famille assignée à résidence surveillée, il se dissimule sous de fausses identités, mais est arrêté, le 24 décembre 1793, par François Héron, un des agents du Comité de sûreté générale. Traduit devant le tribunal révolutionnaire, il est condamné à mort le 27 décembre « comme ayant été appelé au ministère par Roland, Brissot, Dumouriez, et ayant à cette époque été l'âme du parti d'Orléans et appuyé de tous ses efforts, avec Clavière et Roland, la proposition de Kersaint de fuir au-delà de la Loire avec l'Assemblée législative, le conseil exécutif et Capet ». 
Il est exécuté le lendemain (28 décembre 1793).
Une ébauche de défense rédigée par ses soins, mais dont seul le préambule était esquissé, a été publiée en 1797 sous le titre : Mémoires historiques et justificatifs de mon ministère.

## Jugement de Manon Roland
Dans ses Mémoires, Manon Roland, qui a généralement tiré des portraits plutôt à l'acide des acteurs de l'époque, dont ceux, Brissotins ou assimilés comme Pierre Lebrun, qui fréquentaient son salon, lieu de regroupement de la Gironde à Paris, le décrit ainsi : 

« Il passait pour un esprit sage, parce qu'il n'avait d'élans d'aucune espèce, et pour habile homme, parce qu'il était un assez bon commis, mais il n'avait ni activité, ni esprit, ni caractère. »

Ce jugement apparaît, à la lecture du Journal général de l'Europe que Lebrun a écrit seul pendant plus de sept ans, au vu des vicissitudes de sa vie à Liège et de ses démêlés avec l'Empire et les États de Flandre belge, à la lumière de la reconnaissance qui fut la sienne de la part des patriotes liégeois jusqu'à l'heure de son exécution malgré les périls de la Terreur, extrêmement biaisé. D'ailleurs, Manon Roland n'écrit quasiment rien de plus sur lui, et Pierre Lebrun ne semble guère avoir fréquenté son salon, au contraire de Dumouriez, Brissot et beaucoup d'autres. Le lecteur gardera enfin en mémoire qu'au moment où Madame Roland écrit, en prison, ses "Mémoires", Dumouriez, dont la défection est le détonateur de la chute des Girondins, est passé en Allemagne et Pierre Tondu alias Pierre Lebrun, qu'elle voit comme son ancien bras droit dans son Ministère, est en fuite, et introuvable. Elle mourra en octobre 1793 sur l'échafaud, trois mois avant lui.